# Acetobacterium fimetarium
Acetobacterium fimetarium è una specie di batterio appartenente alla famiglia delle Eubacteriaceae.